# Arthur von Saurma-Jeltsch
Arthur Graf von Saurma-Jeltsch (* 30. Juli 1831 in Breslau; † 9. August 1878 in Lorzendorf) war ein Gutsbesitzer und Reichstagsabgeordneter.

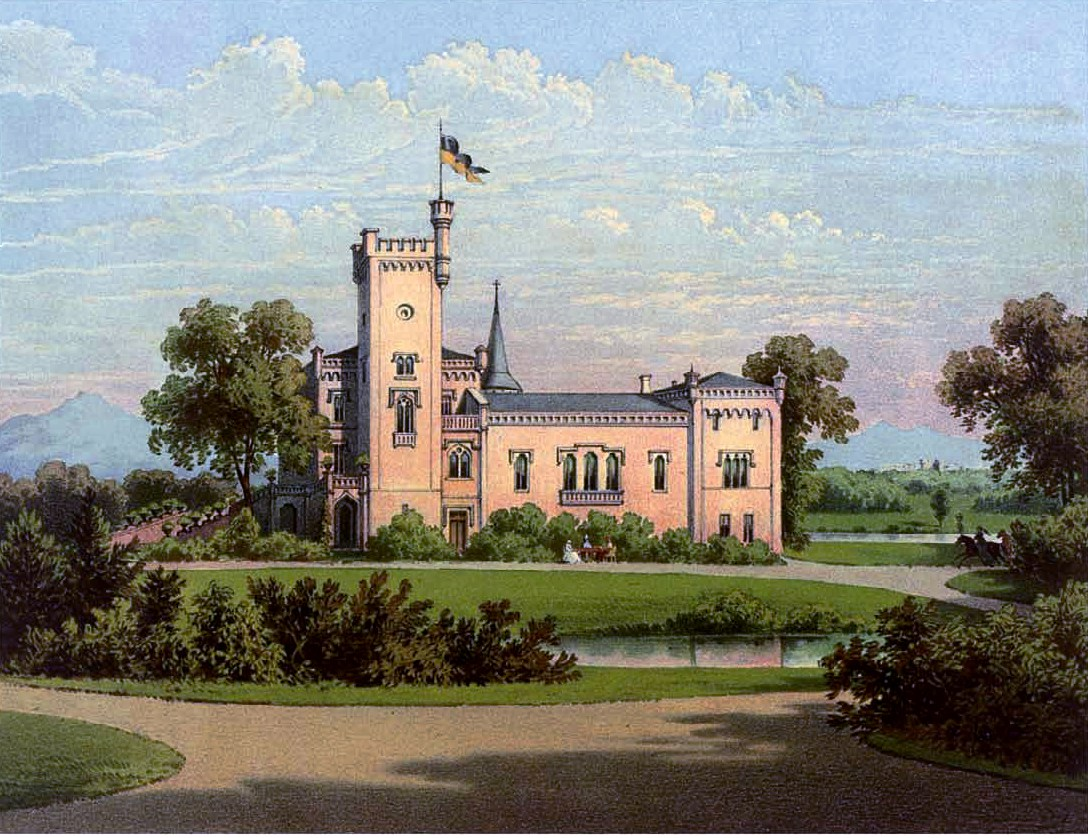
Schloss Lorzendorf um 1865/66, Sammlung Alexander Duncker

Seine Eltern waren Alexander Graf von Saurma-Jeltsch (* 27. September 1804; † 2. Januar 1841) und dessen Ehefrau Luise geborene von Frankenberg-Ludwigsdorf (* 30. Januar 1807; 24. Dezember 1876). Arthur war Erbherr auf Lorzendorf und Oberstruse bei Neumarkt in Schlesien. Er diente in der Armee bis zum Premier-Leutnant und war Ehrenritter des Johanniterordens.
Von 1871 bis 1874 war er Mitglied des Deutschen Reichstags für die Deutsche Reichspartei für den Wahlkreis Regierungsbezirk Oppeln 6 (Beuthen-Süd, Kattowitz).

## Familie
Er heiratete am 7. Januar 1857 die Gräfin Laura Henckel von Donnersmarck (* 30. August 1838; † 22. November 1931), diese war die Witwe des Hippolyt Maria von Renard (1831–1855) und Tochter des Hugo Henckel von Donnersmarck. Das Paar hatte mehrere Kinder:
- Johanna Laura Louise (* 6. Oktober 1857; † 24. Februar 1884) ⚭ Graf Georg Albrecht Wilhelm von Hohenau (* 25. April 1854; † 28. Oktober 1930), preußischer Generalleutnant
- Johanna Theresia (* 21. November 1858)
- Johann Arthur Hugo Alexander (* 14. August 1862; † 19. März 1919) ⚭ Gräfin Alexandrine Marie von Karnice-Karnicka (* 12. Dezember 1870; † 26. April 1939)